# Centralno grijanje
Centralno grijanje je vrsta grijanja kojemu je svojstveno da se toplina proizvodi centralno u zajedničkom uređaju ili postrojenju (kotlovnici) te pomoću nekog prijenosnika topline (topla voda, para ili zrak) dovodi u pojedine prostorije, a kod daljinskoga grijanja i skupine zgrada ili cijelih gradskih blokova. Toplom vodom griju se stambene zgrade. Kod klasičnoga centralnoga grijanja voda se zagrije na 80 do 90 °C u kotlu, koji je zajedno s pripadajućim uređajima obično smješten u kotlovnici, te se odvodi cijevima do radijatora u stambenim prostorijama. Kruženje ili cirkulacija tople vode od kotla do ugrijanih tijela i natrag u kotao može biti prirodna (zbog razlike gustoće toplije i hladnije vode) ili prisilna s pomoću crpke (pumpe).
Prednosti centralnog grijanja jesu:
- isplatljivije izgaranje goriva u većim kotlovima,
- mogućnost podešavanja (regulacije) izgaranja automatskim upravljačem prema vanjskoj temperaturi,
- otpada prijenos goriva i pepela, te dnevno potpaljivanje vatre u pojedinim prostorijama,
- posluživanje je jednostavno: grijala zauzimaju malo mjesta, a mogu se smjestiti ispod prozora, to jest ispred površine hlađenja,
- mogućnost grijanja sporednih prostorija, stubišta i slično,
- održavanje stalne (konstantne) temperature u prostorijama pomoću automatske regulacije odavanja topline grijala prema vanjskoj temperaturi.

## Povijest
Kao prvo centralno grijanje može se smatrati hipokaust, antički uređaj za grijanje. Ispod prostorija, koje su se trebale grijati, bio je posebni podrum, takozvani hipokaust sa stupovima (lat. pilae) visokim 740 mm od opeke ili glinenih cijevi. Na stupovima su bile postavljene ploče od opeke koje su nosile od 150 do 200 mm debeli strop. Ložište je bilo postavljeno pored zgrade. Gorivo je bilo drvo ili drveni ugljen. Vrući dimni plinovi strujali su između stupova hipokausta i odvodili se kroz otvore u zidovima. Kad su stupovi, a djelomično i strop bili dovoljno zagrijani, obustavilo se loženje, zatvarali su se otvori za odvod dima, a otvarali otvori u podu ili u zidovima prostorije. Tada se dovodio u prostoriju svježi vanjski zrak, koji se zagrijao pri prolazu pored usijanih stupova hipokausta.

## Podjela
Prema vrsti prijenosnika topline razlikuju se centralno grijanje toplom vodom, vodenom parom i toplim zrakom. 

### Toplovodno grijanje
Toplovodno grijanje ili grijanje toplom vodom je način grijanja s pomoću vruće vode koja kruži (cirkulira) toplovodnim sustavom. Takvo je na primjer centralno grijanje u kućama, ali i grijanje zgrada u sustavu toplana (daljinsko grijanje). U kotlu ugrijana voda provodi se kroz cjevovod razvodne mreže do grijala (radijatora), gdje se ohladi predajom topline konvekcijom (toplinsko strujanje) zraku, a toplinskim zračenjem okolnim zidovima i drugim površinama u prostoriji. Ohlađena se voda odvodi kroz sabirni cjevovod natrag u kotao, te ponovno započinje isti kružni tok. 
Prema sili koja djeluje na optok vode razlikuje se toplovodno grijanje gravitacijom i prisilnom cirkulacijom s crpkama (pumpama). S obzirom na atmosferu postoji otvoreno i zatvoreno toplovodno grijanje, a prema izvedbi jednocijevni i dvocijevni sustavi s gornjom, odnosno donjom razvodnom mrežom.  
Najviša temperatura vode u kotlu, pri maksimalnom toplinskom opterećenju uređaja, ne treba da prelazi 95 °C. Pri manjim opterećenjima može se temperatura vode u kotlu sniziti ovisno o vanjskoj temperaturi podešavanjem (ručno ili automatsko) jakosti (intenzivnosti) izgaranja u kotlu (centralna regulacija). Uređaji za grijanje toplom vodom, zbog niske površinske temperature grijala, najpodesniji su za grijanje stambenih, javnih i sličnih zgrada. 
Prednosti grijanja toplom vodom jesu: jednostavno posluživanje i velika sigurnost u pogonu; mogućnost centralne regulacije mijenjanjem temperature vode i prilagođavanjem odavanja topline grijala prema stvarnoj potrebi; zagrijavanje je prostorija, zbog niske površinske temperature grijala, jednakomjerno i ugodno; djelovanje korozije je neznatno, pa je vijek trajanja uređaja dug. 
Kao nedostaci mogu se smatrati: velika tromost zbog znatne mase vode u uređaju i stoga dugo vrijeme zagrijavanja; visoki troškovi ulaganja; opasnost zamrzavanja ako je uređaj zimi izvan pogona, ili ako su za vrijeme jake zime zatvoreni ventili grijala.

### Parno grijanje
Parno grijanje koristi vodenu paru proizvedenu u parnom kotlu koja se dovodi se u grijalice (radijatore) gdje se hladi i kondenzira, pri čemu se oslobađa i toplina isparavanja, a kondenzat se ponovno vraća kotlu. Upotrebom pare kao prijenosnika topline mogu se razmjerno velike količine topline s malom masom nositelja (u usporedbi s toplom vodom) prenositi cjevovodom na veće udaljenosti, parom se brže zagrijavaju prostorije i takvo grijanje zahtijeva manje početne (investicijske) troškove. Nedostatci su takva grijanja: otežana centralna regulacija, a zbog toga česta pregrijavanja prostorija i veći potrošak topline; nema akumulacije topline u grijalicama; veća opasnost od korozije u vodovima kondenzata; visoka površinska temperatura grijalica koja ovisi o tlaku pare. Parno grijanje se uglavnom koristi za daljinsko grijanje.

### Daljinsko grijanje
Daljinsko grijanje ostvaruje se u postrojenju koje se sastoji od: centralne kotlovnice s kotlovima, skladištem goriva, crpkama (sisaljkama ili pumpama), ekspanzijskim posudama pod tlakom, uređajima za mjerenje, pripremu vode i s ostalim uređajima, cjevovodne mreže ili cjevovoda za dovođenje topline (s pomoću tople vode, vrele vode ili vodene pare) do pojedinih objekata, predajnih postaja, u kojima se dovedena toplina iz cjevovodne mreže predaje kućnom uređaju za grijanje.
Vodena para za daljinsko grijanje može se proizvoditi i u toplani. To je postrojenje u kojem se istodobno proizvodi para potrebna za daljinsko grijanje i električna energija. Za grijanje se upotrebljava para koja je djelomice ekspandirala u parnoj turbini, pa se tako postiže znatno povoljniji stupanj iskoristivosti. Mana je toplane što proizvodnja električne energije ovisi o pari potrebnoj za grijanje i tehnološke procese, pa su takva postrojenja to isplatljivija (ekonomičnija) što je potrošnja pare ravnomjernija tijekom dana i godine. Računa se, naime, da svu tako proizvedenu električnu energiju može preuzeti elektroenergetski sustav. Danas se nastoji potrebna para proizvesti u toplanama radi smanjenja potroška goriva, ali to je opravdano kada je potrošnja pare koncentrirana na manjem području (veći gradovi, veće industrije). 
Razlikuju se niskotlačno i visokotlačno daljinsko grijanje. Niskotlačno daljinsko grijanje može opskrbiti toplinom područje do 1 km2. Tu se kao prijenosnik topline obično upotrebljava vodena para pod tlakom do 200 kPa (parno grijanje), ili topla voda temperature do 110 °C (toplovodno grijanje). Veličina je područja visokotlačnoga daljinskoga grijanja do 74 km2. Kao prijenosnik topline uzima se para pod tlakom do 1 MPa ili tlačna vrela voda temperature od 110 do 180 °C.
Prednosti su daljinskoga grijanja: nema prijevoza (transporta) goriva i pepela u pojedinim zgradama, isplatljivije iskorištavanje goriva u središnjoj kotlovnici, mogućnost uporabe jeftinijih goriva, velika pogonska sigurnost i manje onečišćenje okoliša plinovima izgaranja.

## Dijelovi uređaja centralnog grijanja
Sastavni su dijelovi uređaja za centralno grijanje toplom vodom i parom: kotlovi, grijala i cjevovodi. 

### Kotlovi
Za centralna grijanja izvode se posebni kotlovi koji su prilagođeni pogonskim uvjetima i različitim vrstama goriva. Tako postoje kotlovi za koks, antracit, mrki ugljen, lignit, loživo ulje, ogrjevno drvo i plin. Prema materijalu izrade razlikuju se kotlovi od lijevanog željeza i čeličnog lima. S obzirom na način izgaranja razlikuju se: kotlovi s gornjim izgaranjem i kotlovi s donjim izgaranjem.

#### Kotlovi od lijevanoželjeznih članaka
Za male i srednje uređaje za centralno grijanje razvijala se izrada kotlova od lijevanih članaka s učinom (kapacitetom) do oko 600 kW. Pojedini članci su šuplji odljevci u čijem se šupljem prostoru nalazi prijenosnik topline, voda ili vodena para, dok s vanjske strane struje dimni plinovi. Svaki članak ima dio potrebnih dijelova za izgaranje. Nizanjem članaka nastaju: roštilj s ložištem (koji se prostire uzduž cijelog kotla), spremnik ili bunker za punjenje goriva, dimovodni kanali između rebara pojedinih članaka, sabirni kanal za odvod dimnih plinova i prostor za pepeo. Prednji čeoni članak sadrži vrata za punjenje goriva i vrata za odstranjivanje pepela i dovod zraka, dok se na zadnjem, završnom članku nalaze priključci za dimovodni kanal. Pojedini se članci spajaju pomoću obostrano koničnih nazuvica i zateznih vijaka. 
Izvedba je obično simetrična. U većim kotlovima članci su razdijeljeni na dva jednaka polučlanka s gornjim otvorom za punjenje goriva. Prednosti su takvih kotlova: niska cijena zbog serijske proizvodnje, mogućnost proizvodnje različitih veličina kotlova s malo tipova članaka, jednostavni prijevoz i montaža, jednostavno posluživanje i održavanje, velika pogonska sigurnost i neznatna opasnost od korozije. 

#### Kotlovi s gornjim izgaranjem
U kotlovima s gornjim izgaranjem plinovi izgaranja prolaze kroz cijeli sloj goriva. Sloj užarenog goriva je promjenjiv, a time i učin grijanja. Zagrijavanje je brzo. Postoji mogućnost ječeg opterećenja. Gorivo se puni s prednje strane. Upotrebljava se u malim kotlovima, a gorivo je obično koks i antracit. 

#### Kotlovi s donjim izgaranjem
Kotlovi s donjim izgaranjem upotrebljavaju se za loženje mrkim ugljenom i lignitom, a izvode se kao kotlovi srednjeg i većeg učina. Plinovi izgaranja odvode se kroz kanale s obadvije strane ložišta u donjem dijelu spremišta za gorivo. U spremištu za gorivo nema izgaranja. Prednost je takvog izgaranja jednakomjerna visina užarenog sloja ugljena, a prema tome i učin kotla je jednakomjeran. Stupanj djelovanja kotla je visok. Za potpuno izgaranje goriva potrebno je dovesti dodatni (sekundarni) zrak iznad ložišta. Izvedba roštilja je različita, a ovisi o vrsti i krupnoći goriva. 
Većina kotlova od lijevanog željeza za kruta goriva mogu se jednostavno pregraditi i za loženje uljem ili plinom. U tu svrhu treba roštilj i donji dio prostora ložišta obložiti šamotnim pločama. Na prednjem članku mora se predvidjeti priključna ploča za gorionik i ostale armature. Za nesmetano razvijanje plamena pri loženju uljem zahtijeva se izvedba kotla s povećanim prostorom za izgaranje. 

#### Kotlovi od lijevanog željeza
Kotlovi od lijevanog željeza za paru niskog tlaka grade se jednako kao i za toplu vodu, s razlikom što su samo djelomično napunjeni vodom, jer se u gornjem dijelu nalazi parni prostor. Razlike postoje i u sigurnosnim napravama i nekim armaturama. U toplovodnim kotlovima postoji ekspanzijska posuda sa sigurnosnim cijevima, termometar i hidrometar, dok u kotlovima za paru hidrostatska sigurnosna cijev (ili sigurnosni ventil pri višim tlakovima), manometar i mjerilo vodostaja u kotlu. Toplinsko opterećenje kotlova od lijevanog željeza iznosi od 6 do 12 kW/m2, već prema vrsti kotla i goriva. 

#### Kotlovi od čeličnog lima
Prvobitni kotlovi od čeličnog lima građeni su prema uzoru na visokotlačne industrijske kotlove, a upotrebljavali su se samo za velike učine i visoke tlakove. U posljednje vrijeme nastupile su temeljite promjene u konstrukciji čeličnih kotlova. Taj je razvoj uslijedio, s jedne strane, zbog sve veće upotrebe ulja i plina za loženje kotlova zbog njihove pogonske prednosti i, s druge strane, proširenom upotrebom vrelovodnog grijanja u visokim zgradama, kojima su potrebni kotlovi za visoke temperature i visoke tlakove. 
Prednosti su čeličnih kotlova: neosjetljivost pri pomanjkanju vode i pri nadopunjavanju hladnom vodom, povećano specifično toplinsko opterećenje kotla od 10 do 50 kW/m2, manja težina, veći toplinski učini po jedinici (oko 15 MW i više) i upotrebljivost za visoke tlakove i temperature. Nedostaci su veća opasnost od korozije, nemogućnost povećanja učina kotla dodavanjem članaka i poteškoće pri prijevozu velikih jedinica. 

### Goriva za kotlove centralnog grijanja
Pri loženju krutim gorivima (obično sitnozrnatim ugljenom) svojstven je mehanički pogon kotlova. Gorivo se dovodi iz bunkera slobodnim padom na pomični roštilj na kojem izgara u sloju određene debljine. Potrebni zrak za izgaranje dovodi se ventilatorom jednakomjerno uzduž roštilja. Obično su takvi kotlovi opremljeni automatskim uređajem za odvod pepela i troske, automatskom regulacijom učina, te dodatnom ogrjevnom površinom za iskorišćavanje topline dimnih plinova. 
Loživo ulje i plinovi sve se više upotrebljavaju kao gorivo za loženje kotlova centralnog grijanja zbog znatnih prednosti u pogonu. Naročito treba istaći: isplativost pogona s obzirom na izvanrednu mogućnost automatske regulacije i programiranog upravljanja, jednostavno posluživanje: automatsko doziranje goriva prema potrebi topline, ušteda na prostoru jer su skladišta goriva (ako se loži plinom) i uređaj za otpremu pepela nepotrebni, čišći pogon. 
Konstrukcija čeličnih kotlova za loženje uljem bitno se izmijenila. Kotlovi se grade od pravokutnih čeličnih ploča ili su okruglog oblika s ugrađenim koncentričnim valjcima. Obično su predviđeni za loženje dvovrsnim gorivom. U tu se svrhu izvode ili dvije odvojene komore za izgaranje (ložišta), jedna za kruto gorivo, a druga za ulje ili zajedničko ložište. Ako se loži uljem, treba roštilj pokriti posebnim vatrostalnim opekama. U manjim se jedinicama obično u prostoru za vodu u kotlu ugrađuju protočni predgrijači vode. Ogrjevne površine, koje su smještene iznad ili oko ložišta, sastoje se iz glatkih ili rebrastih cijevi. Za povećanje toplinskog učina kotla ugrađuju se u odvodni kanal dimnih plinova dodatne cijevne površine i posebna rebra za povećanje turbulencije, a time i prijenosa topline (turbolator). Toplinsko opterećenje tih kotlova iznosi od 12 do 25 kW/m2, sa stupnjem iskoristivosti od 70 do 80%.
Za uređaje s potroškom ulja do 100 kg/h upotrebljavaju se laka ložna ulja (s ogrjevnom vrijednošću oko 40 000 kJ/kg) koja izgaraju bez predgrijavanja. U uređaju s većim učinom upotrebljavaju se teška ulja (ogrjevna vrijednost oko 36 000 kJ/kg) koja treba predgrijati za izgaranje i za prijenos (transport). 
Za loženje plinom mogu se upotrijebiti kotlovi za ulje, ali s posebnim gorionikom za plin. Postoje i posebni kotlovi samo za loženje plinom. 
Kao alternativa plinu i loživom ulju sve se više ponovno za grijanje koristi drvo –odnosno drveni peleti. 
Današnji moderni uređaji za grijanje na pelete jednostavni su i komforni, slično kao grijanje loživim uljem i plinom, i upravo je grijanje drvenim peletima omiljeno.
Drvo je regionalna sirovina koja spada u obnovljive izvore energije, pri njegovom sagorijevanju se oslobađa onoliko CO2 koliko ga je drvo akumuliralo u fazi rasta. Moderni kotlovi za grijanje drvenim peletima imaju visoki stupanj učinkovitosti i sagorijevaju bez emisije štetnih plinova.
Peleti su prešani otpaci od rezanja i blanjanja drveta. Ti otpadni proizvodi nemaju nikakve dodatke, promjera su od 6 do 8 milimetara i dužine od 40 milimetra. Proizvode se pod visokim tlakom, zato imaju veoma mali sadržaj vode te tako i veliku energetsku vrijednost, cca. 5 kWh/kg. 1m3 peleta, tako posjeduju energiju od 3200 kWh.
Za cijeli objekt se rabe veliki sistemi centralnog grijanja, koji preuzimaju i pripremu tople vode i grijanje. Mogu se naravno koristiti i u kombinaciji s drugim izvorima obnovljivih energija, primjerice Sunčev toplovodni sustav.
Drveni peleti se vrlo jednostavno isporučuju jednom godišnje ili specijalnim kamionima ili zapakirani u vrećama, te se odlažu u podrum ili u silos za vreće. Dakle nije potrebno više prostora nego je to slučaj s tankovima za uljni kotao. Skladišni prostor mora biti zaštićen od vlage. Automatizirana tehnika omogućuje prenošenje peleta transportnom trakom od skladišnog prostora do kotla.
Prilikom sagorijevanja peleta nastaje naravano i pepeo. Godišnje otprilike u jednoj obiteljskoj kući nastane oko 30 kg pepela. Pepeo se kasnije može koristiti kao gnojivo ili se jednostavno može baciti u kontejner za smeće.

### Grijala
Grijala za centralno grijanje trebaju predati toplinu, koja se dovodi vodom ili parom, konvekcijom i toplinskim zračenjem, zraku i površinama koje obuhvaćaju prostoriju. Prema izvedbi razlikuju se cijevna, pločasta i člankasta grijala (radijatori) te konvektori. S obzirom na materijal grijala mogu biti od čelika, aluminija ili lijevanog željeza. 

#### Cijevna grijala
Cijevna grijala su glatke cijevi smještene vodoravno ili okomito. Izvode se jednostruko u obliku cijevnih zavoja ili kao cijevni registri. Odavanje topline cijevnih grijala pri temperaturi prostorije od 20 °C iznosi u prosjeku 800 W/m2 za toplu vodu srednje temperature 80 °C, odnosno oko 1 200 W/m2 za niskotlačnu paru od 1,1 bara. Nedostatak je ovih grijala što je za smještaj cijevi potrebna velika zidna ploha. Upotrebljavaju se rjeđe, i to samo za grijanje sporednih prostorija. 

#### Pločasta grijala
Svojstvo je takvih grijala veoma mala dubina s glatkom ili profiliranom ogrjevnom površinom. Izrađuju se od šupljih lijevanih dijelova, ili od spljoštenih čeličnih cijevi s pričvršćenim pločama na prednjoj strani. Toplina se odaje zračenjem a djelomično i konvekcijom. U novije vrijeme ova se grijala izrađuju i od aluminija, ali im je cijena prilično visoka. Specifično odavanje topline po 1 m2 površine pločastih grijala ovisi o njihovoj visini i načinu izvedbe. Tablica: specifično odavanje topline pločastih grijala pri temperaturi prostorije 20 °C
| Visina grijala (mm) | Za toplu vodu t = 80 °C (W/m2) | Za paru niskog tlaka (W/m2) |
| ------------------- | ------------------------------ | --------------------------- |
| 900                 | 510                            | 710                         |
| 600                 | 350                            | 500                         |
| 300                 | 240                            | 340                         |

#### Radijatori ili člankasta grijala
Radijator (njem. Radiator, prema lat. radiatio: zračenje, sjaj) ili člankasto grijalo je grijaće tijelo za grijanje prostorija sastavljen od uskih šupljih rebara od sivoga lijeva, čelika ili aluminija. Može biti samostalna električna ili plinska grijalica, ali se najčešće koristi kao izmjenjivač topline u sustavu centralnoga grijanja, gdje se napaja toplom vodom ili vodenom parom što se dovodi iz parnog kotla cijevima, a nakon predaje topline vraća u kotao prirodnom ili prisilnom cirkulacijom. Toplina zagrijanog medija predaje se pretežito konvekcijom (toplinsko strujanje) okolnomu zraku, koji struji po stijenkama rebara radijatora. Razmjerno velika ogrjevna površina u odnosu na prostor što ga zauzima omogućuje brzo i učinkovito zagrijavanje prostorija.
Tablica: specifično odavanje topline radijatora od lijevanog željeza pri temperaturi prostorije 20 °C
|                          | Za toplu vodu t = 80 °C | Za toplu vodu t = 80 °C | Za paru tlaka 1,1 bar | Za paru tlaka 1,1 bar |
|                          | Dubina radijatora       | Dubina radijatora       | Dubina radijatora     | Dubina radijatora     |
| Visinski razmak nazuvica | 160 mm                  | 220 mm                  | 160 mm                | 220 mm                |
| mm                       | (W/m2)                  | (W/m2)                  | (W/m2)                | (W/m2)                |
| ------------------------ | ----------------------- | ----------------------- | --------------------- | --------------------- |
| 900                      | 460                     | 440                     | 670                   | 650                   |
| 500                      | 490                     | 465                     | 710                   | 680                   |
| 350                      | 500                     | 475                     | 720                   | 700                   |

#### Konvektori
Konvektori su grijala od rebrastih čeličnih cijevi ili od bakrenih cijevi s aluminijskim lamelama. Ugrađeni su u posebno limeno kućište ili u zidnu udubinu s oplatom na prednjoj i bočnim stranama. Toplina se odaje praktički samo konvekcijom (toplinsko strujanje). Zrak, koji struji kroz kućište, pored ugrijanih površina lamelnih grijača, dobiva zbog povišenja temperature znatan uzgon, tako da u prostoriji nastane umjerena cirkulacija zraka. Strujanje zraka kroz konvektor bit će to jače (intenzivnije) što je veća visina kućišta, a pri tom se povećava i toplinski učin konvektora. Oplate kućišta konvektora izgrađuju se od drva, lima, eternita, ploča od umjetnih materijala i tako dalje. Izbor materijala ovisi samo o arhitektonskim zahtjevima. Prednosti su konvektora prema radijatorima: znatno manje dimenzije i težina, manja cijena, kraće vrijeme zagrijavanja te različite mogućnosti ugradnje. Nedostatak im je što su neprikladni za čišćenje pa se često nagomilava prašina unutar kućišta. 
Tablica: prosječna vrijednost specifičnog odavanja topline konvektora pri temperaturi prostorije 20 °C za toplu vodu t = 80 °C
|                 | Visina ugradnje | Visina ugradnje | Visina ugradnje | Visina ugradnje |
| Dubina ugradnje | 400 mm          | 600 mm          | 800 mm          | 1000 mm         |
| mm              | (W/m2)          | (W/m2)          | (W/m2)          | (W/m2)          |
| --------------- | --------------- | --------------- | --------------- | --------------- |
| 100             | 275             | 370             | 420             | 445             |
| 200             | 250             | 340             | 390             | 410             |

### Cjevovodi
Za uređaje grijanja upotrebljavaju se samo čelične cijevi, i to cijevi s navojima promjera od 3/8" do 1 1/4", bešavne cijevi s promjerom od 40 do 300 mm i zavarene šavne cijevi (obično veliki promjeri). Cijevi se međusobno spajaju uglavnom zavarivanjem. Priključak cijevi na naprave (kotlove, grijala i slično) i spajanje s armaturama, radi mogućnosti rastavljanja, obavlja se za cijevi s navojima pomoću vijčanih spojki ili kolčaka s desnim, odnosno desnolijevim navojem; a za cijevi većih promjera s prirubnicama koje su zavarene ili uvaljane na cijevi. Kad se mijenja smjer cjevovoda upotrebljavaju se fazonski komadi kao što su lukovi, koljena i odvojci, bilo s navojima ili za zavarivanje. Radi preuzimanja toplinskog istezanja (dilatacija) pri zagrijavanju cijevi, ugrađuju se između čvrstih držača kompenzatori u obliku U cijevi ili lira, odnosno aksijalni opružni kompenzatori. 
Armature u uređajima za grijanje služe za zatvaranje ili prigušivanje protoka vode, odnosno pare, i za regulaciju tlaka i protoka. Izrađuju se iz sivog lijeva, mjedi, bronce ili čelika.